# Cúc tâm tư
Cúc tâm tư hay còn gọi cúc kim tiền, hoa xu xi (danh pháp khoa học: Calendula officinalis) là một loài thực vật có hoa trong họ Cúc. Loài này được L. mô tả khoa học đầu tiên năm 1753.

## Sử dụng
Loài Cúc tâm tư đã được sử dụng truyền thống làm thuốc thảo dược, ẩm thực. Các cánh hoa có thể ăn được và có thể được sử dụng dưới dạng tươi trong món salad hoặc khô để tạo màu cho phô mai hoặc thay thế cho nghệ tây.
Người La Mã và Hy Lạp đã sử dụng Cúc tâm tư trong nhiều nghi lễ và các lễ rước bằng cách kết thành vòng hoa hoặc vương miện hoa đội lên. Một trong những biệt danh của nó là "Maria's Gold" đề cập đến việc sử dụng các hoa của chúng trong các sự kiện Công giáo ở một số nước. Hoa cúc tâm tư là hoa linh thiêng ở Ấn Độ và đã được sử dụng để trang trí những bức tượng của vị thần Hindu ngay từ thời rất xa xưa.

### Tác dụng dược lý
Dầu Calendula vẫn được sử dụng trong y học. Dầu của C. officinalis được sử dụng như một chất chống viêm, một tác nhân kháng u, và một phương thuốc để chữa lành vết thương.
Nhà máy nghiên cứu dược lý đã gợi ý rằng chiết xuất Calendula có đặc tính kháng virus, antigenotoxic, và chống viêm trong ống nghiệm. Trong ngành thảo dược, Calendula trong cồn được sử dụng tại chỗ để điều trị mụn, giảm viêm, kiểm soát chảy máu và các mô bị kích thích nhẹ nhàng. Một số bằng chứng giới hạn cho biết Calendula kem hoặc thuốc mỡ có hiệu quả trong điều trị viêm da bức xạ. Ứng dụng Đề tài của C. officinalis thuốc mỡ đã giúp ngăn ngừa viêm da và đau, do đó làm giảm tỷ lệ mắc bệnh của xạ trị bị bỏ qua trong các thử nghiệm ngẫu nhiên.
Calendula đã được sử dụng truyền thống cho đau bụng và táo bón. Trong các thí nghiệm với thỏ hỗng tràng, chiết xuất dung dịch nước-ethanol của C. officinalis hoa đã được chứng minh là có tác dụng chống co thắt, do đó cung cấp một cơ sở khoa học cho việc sử dụng truyền thống này. Chiết xuất dung dịch nước của C. officinalis thu được bằng phương pháp chiết xuất mới mẻ đã chứng minh kháng u (gây độc tế bào) hoạt động và các đặc tính điều hòa miễn dịch (kích hoạt tế bào lympho) trong ống nghiệm, cũng như các hoạt động chống khối u ở chuột.
Cây Calendula được biết là gây ra các phản ứng dị ứng, và nên tránh trong thời kỳ mang thai.
Nền văn hóa cổ đại công nhận và sử dụng các đặc tính chữa bệnh của calendula. Trong một số các tác phẩm y tế sớm nhất, calendula đã được đề nghị để chữa các bệnh của đường tiêu hóa. Nó được sử dụng để giải độc cho gan và túi mật. Những bông hoa được đắp lên các vết cắt và vết thương để ngăn chặn chảy máu, ngăn ngừa nhiễm trùng và mau lành. Calendula cũng được sử dụng cho các bệnh phụ nữ khác nhau, và để điều trị một số bệnh về da. Trong cuộc nội chiến Hoa Kỳ, hoa calendula đã được sử dụng trên các chiến trường trong những vết thương mở như antihemorrhagic và chất khử trùng, và loài hoa này đã được sử dụng để băng bó cho vết thương mau lành. Calendula cũng được sử dụng theo cách này trong Thế chiến I. Calendula có tầm quan trọng trong lịch sử y học trong nhiều nền văn hóa, và nó vẫn quan trọng trong y học thay thế ngày hôm nay.

### Trong ẩm thực
Loài Calendula đã đượ sử dụng trong nấu ăn trong nhiều thế kỷ. Những bông hoa là một thành phần phổ biến trong các món súp và các món hầm Đức, điều này giải thích biệt danh "cúc vạn thọ nồi". Các cánh hoa vàng đáng yêu cũng được sử dụng để điểm thêm màu sắc cho bơ và pho mát. Những bông hoa là thành phần truyền thống trong các món ăn Địa Trung Hải và Trung Đông. Trà Calendula cung cấp lợi ích sức khỏe, cũng như là vị ngon.

### Sử dụng làm thuốc nhuộm
Những bông hoa đẹp đã từng được sử dụng như một nguồn thuốc nhuộm cho vải. Bằng cách sử dụng các màu khác nhau, màu vàng, cam và nâu.